# Ножовка (село)
Ножовка — село в Частинском муниципальном округе Пермского края России.

## Географическое положение
Село расположено на правом берегу Воткинского водохранилища на расстоянии около 26 километров по прямой на юго-запад от села Частые.

## История
Основано в 1740 году при Рождественском железоделательном заводе, запущенном в действие в 1744 году. В дальнейшем количество Рождественских заводов увеличилось до четырёх (не считая отдельного производства никеля, работавшего в 1874—1876 годах). В административно-территориальном плане село относилось к Оханскому уезду Пермской губернии.
По причине низкой конкурентоспособности Рождественские заводы прекратили работу к 1890 году. После закрытия завода в селе получили развитие кустарные промыслы производство рогожных кулей и кожаной обуви.
В советский период истории здесь существовали колхозы им. Молотова, «40 лет Октября», «Заветы Ильича» и, наконец совхоз «Ножовский», существовавший с 1965 по 1991 год. В окрестностях села производится добыча нефти на Ножовском месторождении, открытом в 1966 году.
До 2020 года являлось центром Ножовского сельского поселения Частинского района.

## Климат
Климат умеренно-континентальный, с холодной и продолжительной зимой и теплым коротким летом. Средняя годовая температура воздуха составляет 1,9 °С. Самым теплым месяцем является июль (18,7 °С), самым холодным — январь (-14,6 °С), абсолютный максимум достигает 40 °С, абсолютный минимум — −48 °С. Последние весенние заморозки приходятся в среднем на 23 мая, первые осенние — на 18 сентября. Продолжительность безморозного периода составляет 116 дней. Снежный покров устанавливается в среднем к 6—9 ноября, первое появление снега отмечено 14—20 октября. Средняя многолетняя высота снежного покрова достигает 55 см. Снежный покров держится 161 день. Сход снега наблюдается в конце марта и по  
конец Апреля.

## Инфраструктура
Сельскохозяйственное предприятие ООО «Ножовский», Краснокамский участок нефтедобычи ЗАО «ЛУКОЙЛ-Пермь», предприятия жилищно-коммунального хозяйства, филиал «Пермь-гослес», предприятия малого бизнеса, метеостанция. Имеется средняя общеобразовательная школа и специальная (коррекционная) школа-интернат VIII вида (для обучения умственно-отсталых детей), дом культуры, библиотека.

## Население
Постоянное население составляло 1991 человек (97 % русские) в 2002 году, 1765 человек в 2010 году.